# Bracon nigropterus
Bracon nigropterus är en stekelart som beskrevs av Vladimir Ivanovich Tobias 2000. Bracon nigropterus ingår i släktet Bracon och familjen bracksteklar. Inga underarter finns listade.